# 馬來西亞語
馬來西亞語（Bahasa Malaysia），在馬來西亞（大馬）通稱國語（Bahasa Kebangsaan），或稱標準馬來語（Bahasa Melayu Baku），是指馬來西亞所使用的一種馬來語，一種柔佛-廖內方言的標準化版本，是在馬來西亞的初等與中等學校此語為必修科目。馬來西亞的官方語言按照《1963年國語法令》定為「馬來語」，但馬來西亞政府在某些時期偏好使用「馬來西亞語」一詞。